# Студена
Студе́на — село в Україні, центр Студенянської сільської територіальної громади Тульчинського району Вінницької області. Населення становить 2308 осіб. Відстань до селища Піщанка становить близько 9 км (автошляхом Т 0233).
На території Студеної діє СВК «Прогрес». Господарство має в користуванні 6584 га землі, у тому числі 5205 га орної. Виробничий напрям його — вирощування зернових і технічних культур та м'ясо-молочне тваринництво.
Поблизу села діє місцевий пункт пропуску через державний кордон Студена—Ротар.

## Географія
У селі бере початок річка Одея, ліва притока Кам'янки.

## Населення

### Мова
Розподіл населення за рідною мовою за даними перепису 2001 року:
| Мова            | Кількість | Відсоток |
| --------------- | --------- | -------- |
| українська      | 2265      | 98.14%   |
| російська       | 25        | 1.08%    |
| румунська       | 16        | 0.69%    |
| інші/не вказали | 2         | 0.09%    |
| Усього          | 2308      | 100%     |

## Історія
Історична дата утворення — 1742 рік. Село засноване вихідцями з Валахії, що переховувалися від татаро-турецьких нападників. Ще до недавнього часу село ділилося на дві частини: старіша — Волощина, пізніша — Рощина.
Мешканці села розробляли ліси під землеробство, розводили худобу. Пізніше село було закріпачене і належало магнату Старожинському, учаснику польського заколоту 1863 р., що емігрував до Парижа.
Чорноземні ґрунти, сприятливі кліматичні умови давали можливість вирощувати селянам жито, пшеницю, кукурудзу, овес, картоплю, насаджувати сади. Промислових підприємств не було. Як і не було ніяких культурно-освітніх закладів, зате була корчма.
Першим проблиском освіти стала церковно-парафіальна школа, відкрита в 70-х роках XIX ст. В 1883 р. в селі було відкрито міністерську (земську) школу в спеціально побудованому приміщені з однією класною кімнатою та квартирою вчителя. В 1905 р. на кошти селян було побудовано нову школу. Ці дві школи існували в селі до 1917 р. Пізніше було відкрито початкову 4-річну школу.
До села Студена відносяться ряд поселень, що знаходяться на деякому віддалені.
В період Столипінської реакції виникли поселення Палійове, Чабанове, Доярня (пізніше — П'ятихатка). Загалом ці поселення мають назву Довжок, бо їх протяжність становить близько трьох кілометрів.
Одаї (пізніше — Затишне) і Червона Поляна засновані в період кріпацтва.
7 (20) листопада 1917 року, відповідно до Третього Універсалу Української Центральної Ради, увійшло до складу Української Народної Республіки.
В період після Жовтневої революції в селі Студена відбуваються значні зміни.
Восени 1919 р. було створено ревком на чолі з Караушем Панасом Дмитровичем, діяв комітет незаможників, очолюваний Драгомарецьким Мироном Никифоровичем та Кічмаренком Дементієм Михайловичем.
В 1921 р. запрацювала хата-читальня, драматичний і хоровий гуртки.
В 1927 р. створено три СОЗи по 12-15 господарств.
В 1929 р. організовано сільськогосподарську артіль з 63 господарств. По суті це був перший колгосп, який назвали «Прогрес».
В 1934 р. в селі організовано 8 колгоспів: «Прогрес», імені Енгельса, імені Чапаєва, імені VII з'їзду Рад, імені Кірова, «Перемога» (Довжок), «Комсомолець України» (Одаї), «Червона поляна».
В 1930 р. в Студеній відкрили семирічну школу, на Довжку та Червоній Поляні — початкові.
Також з 1930 р. розпочато будівництво вузькоколійки «Попелюхи-Кам'янка-Дністровська».
Напередодні Німецько-радянської війни в 1940 р. в школі навчалось 705 учнів та працювало 30 учителів; побудовано клуб, відкрито бібліотеку, пологовий будинок, медпункт, організовано духовий оркестр під керівництвом капельмейстера Свідзінського Максима. Сільчани досягли великих успіхів у всіх сферах сільськогосподарського виробництва, про що досі свідчать письмові та фото документи.
У серпні 2015 року село стало центром новоствореної Студенянської сільської громади.
17 липня 2020 року, в результаті адміністративно-територіальної реформи та ліквідації Піщанського району, село увійшло до складу Тульчинського району.

## Населення

### Мова
Розподіл населення за рідною мовою за даними перепису 2001 року:
| Мова       | Відсоток |
| ---------- | -------- |
| українська | 97,75%   |
| російська  | 1,08%    |
| румунська  | 0,69%    |

## Відомі люди
У селі народилися український композитор, диригент Домінчен Климентій Якович та українська письменниця, перекладачка болгарської літератури Марія Вакалюк-Дорошенко.
У мальовничому селі Затишне, що відноситься до Студенянської сільської ради, працював відомий поет Анатолій Колісник, людина стальної сили волі. Через необачність отримав важку травму, яка призвела до паралічу обох рук. Його єдиною розрадою і порятунком стало Слово. Анатолій навчився тримати олівець зубами. І виводив літеру за літерою, рядок за рядком. Односельцям навіть невтямки, як йому вдавалося списати не один зошит.
- Васалатій Вікторія Віталіївна (1981) — українська акторка, співачка.
- Дунаєвський Сергій Михайлович (1980—2016) — солдат Збройних сил України, учасник російсько-української війни.

## Інфраструктура
На території села працює понад 20 продуктових магазинів, 4 магазини одягу та взуття, 3 магазини будівельних матеріалів, 1 автомагазин, 1 магазин чаю. В центрі села розташований торговий центр, до складу якого входять: бенкетний зал, диско-бар, магазин будівельних матеріалів, магазин одягу та взуття, магазин м'яких іграшок, подарунків та побутової хімії, продуктовий магазин та ветеринарна аптека. На вулиці Л. Українки,9 розташований кафе-бар «Затишок», до складу якого входять: бенкетний зал, кафе-бар та продуктовий магазин.
В центі села знаходиться аптека та перукарня.
Щосереди проходить ринкова торгівля.

## Транспорт

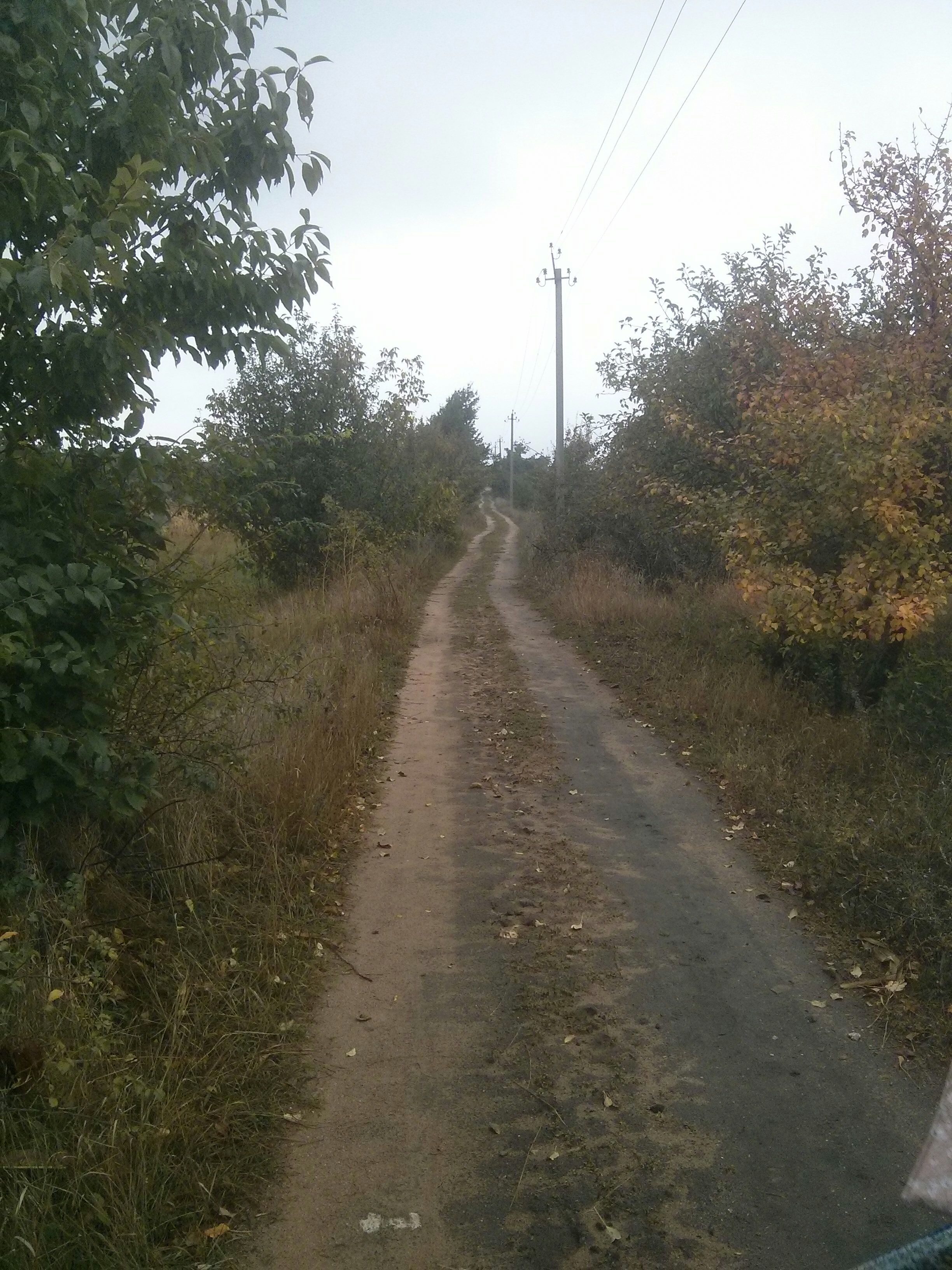
На місці залізничних колій — ґрунтова дорога в с. Студена. 2017 рік

Протягом 1930-1990-х років діяла вузькоколійка «Попелюхи-Кам'янка-Дністровська». Зараз від неї залишилась будівля станції, насип залізничного полотна.
Є автобусне сполучення з районним центром.

## Спорт
Село Студена завжди бере активну участь у спортивному житті району і області. Студеняни — багаторазові переможці різноманітних районних і обласних змагань із великого, малого та міні футболу, баскетболу, волейболу, легкої атлетики, настільного тенісу, шашок, шахів, армреслінгу.
На території села постійно проходять районні змагання з різних видів спорту.
Починаючи з 2011 року, на центральному стадіоні села проходять обласні змагання з малого футболу (8 гравців) серед сільських рад Вінницької області, в яких команда села Студена неодноразово займала призові місця.
Щорічно 9 травня в урочищі «Іванова одая» відбувається маївка присвячена Дню Перемоги, на якій проводяться змагання з волейболу, перетягування канату, підіймання гирі, переможці яких отримують заохочувальні призи.
Кожного року 8 січня в Будинку Культури проводиться Чемпіонат села з більярду.
2015 року влітку команда ЗОШ І-ІІІ ст. с. Судена взяла перше місце в області у військово-патріотичній грі «Сокіл — Джура». Та поїхали на Всеукраїнські змагання, де пробули два тижні, та привезли з собою кубок та медалі.

## Видатні уродженці
- Домінчен Климентій Якович — український композитор, диригент, Народний артист України.
- Кічмаренко Сергій Володимирович (1982—2015) — солдат Збройних сил України, учасник російсько-української війни.
- Ревенко Григорій Іванович — український радянський діяч.

## Галерея

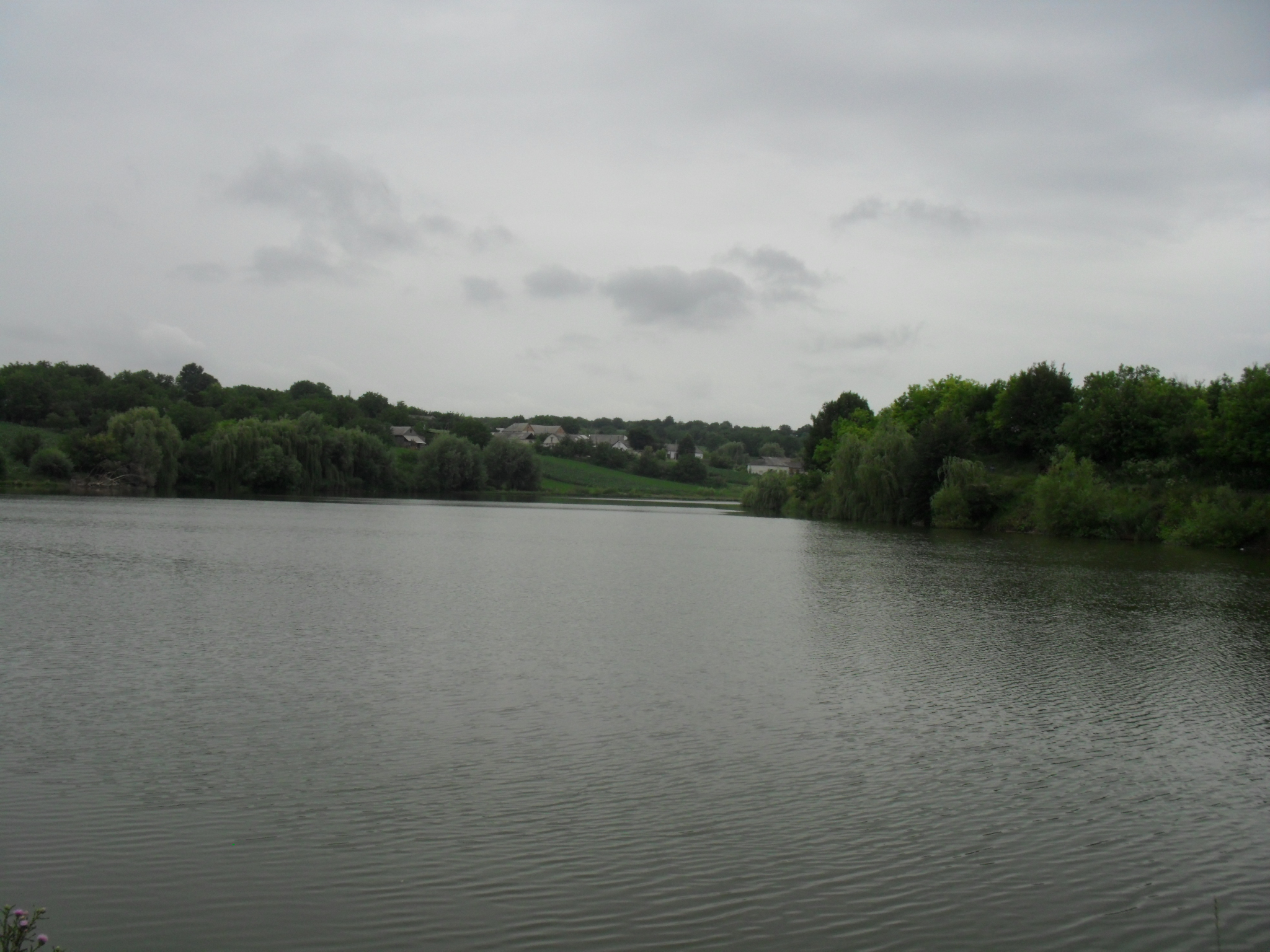
Ставок
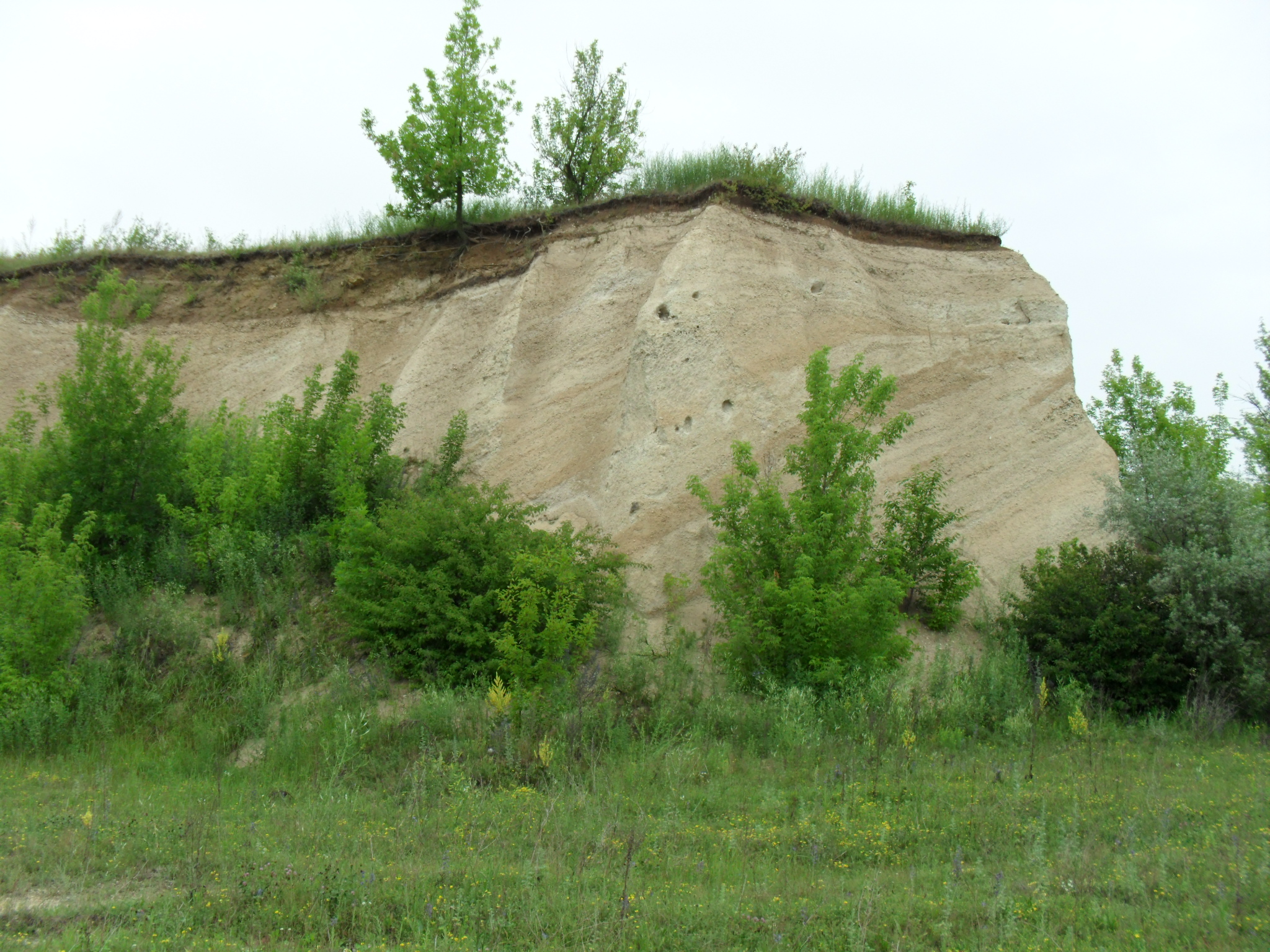
Краєвид в околицях села
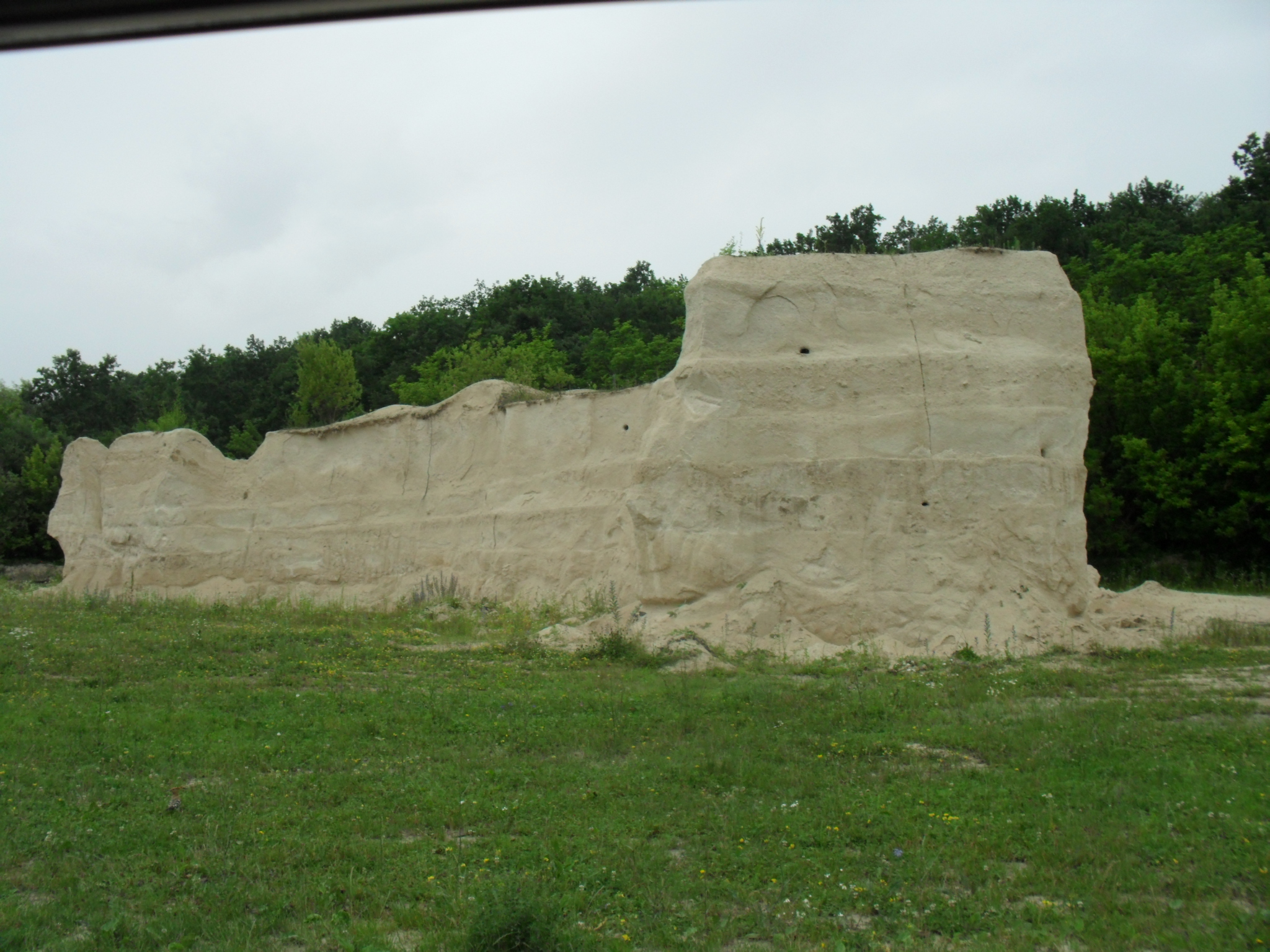
Краєвид в околицях села
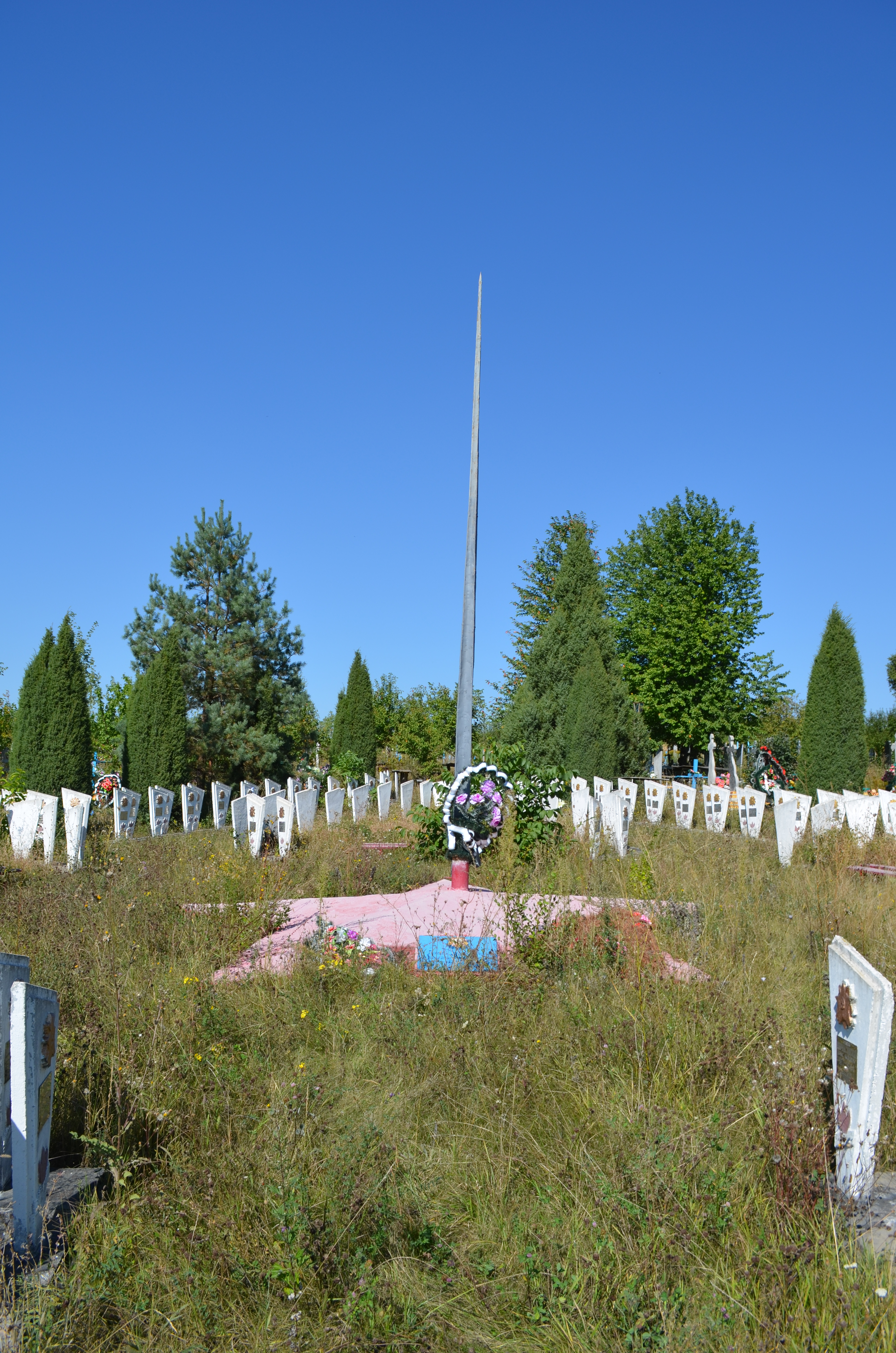
Меморіал поруч з кладовищем
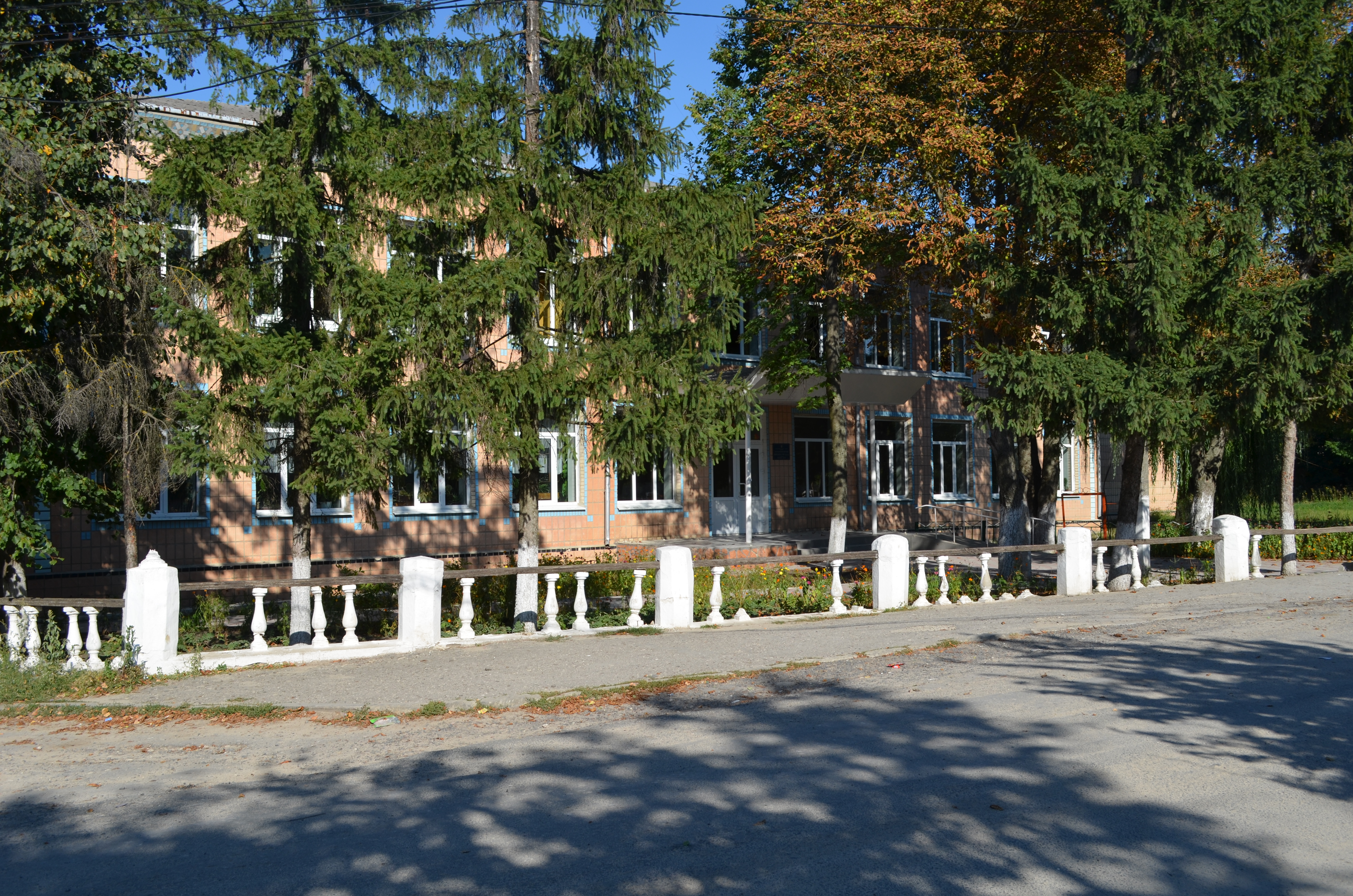
Школа
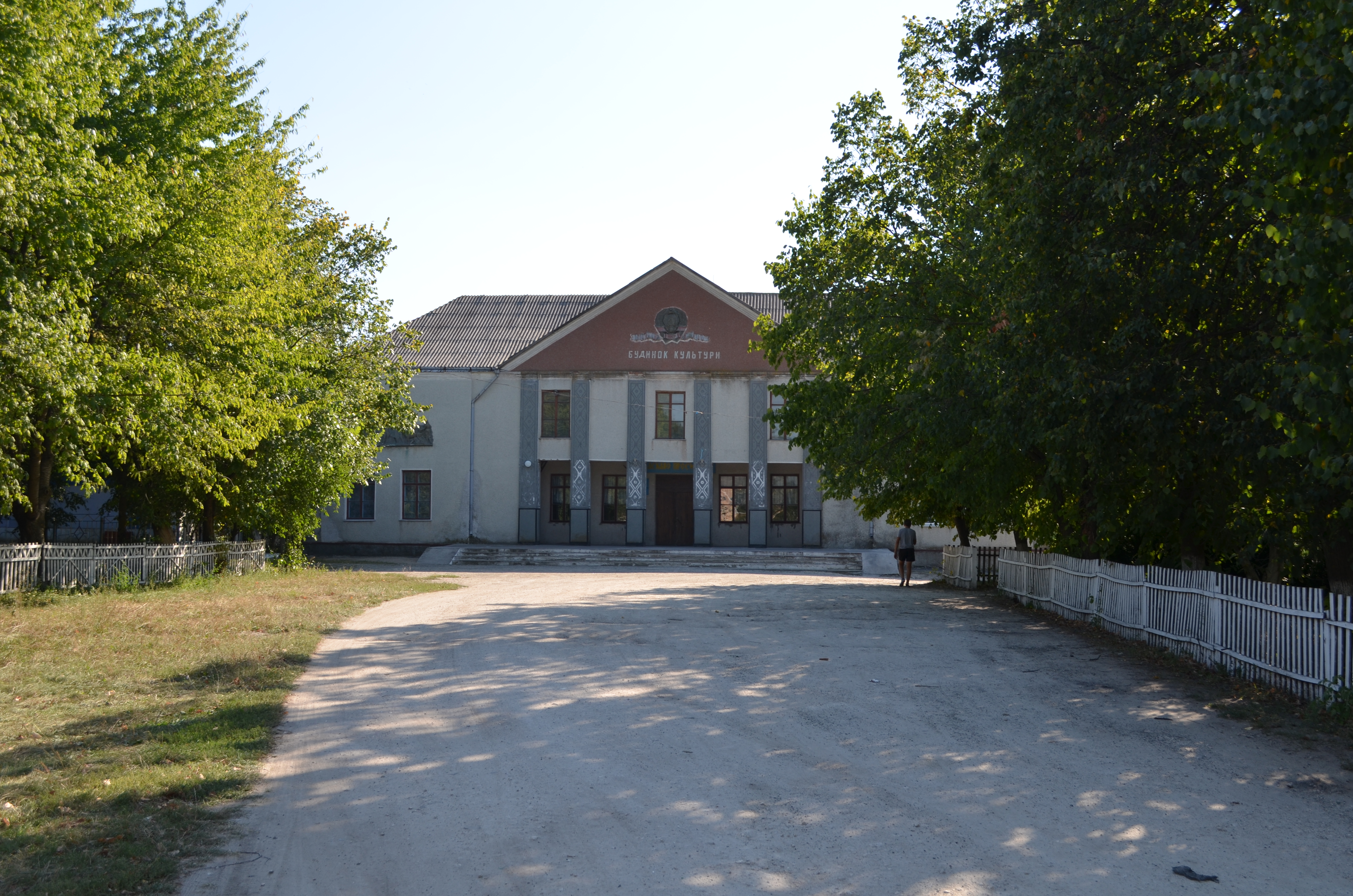
Будинок культури
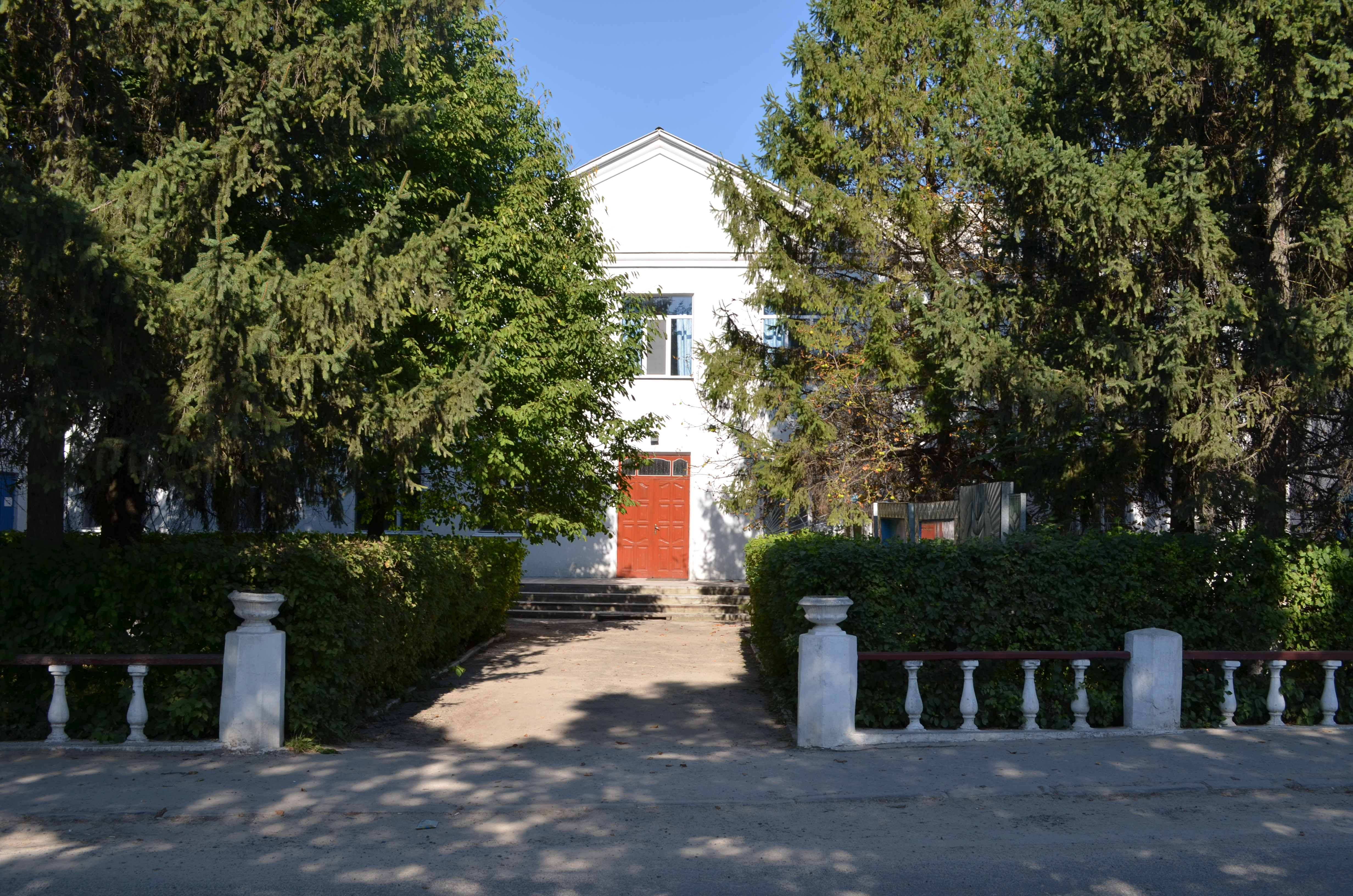
Адміністративна будівля сільської ради
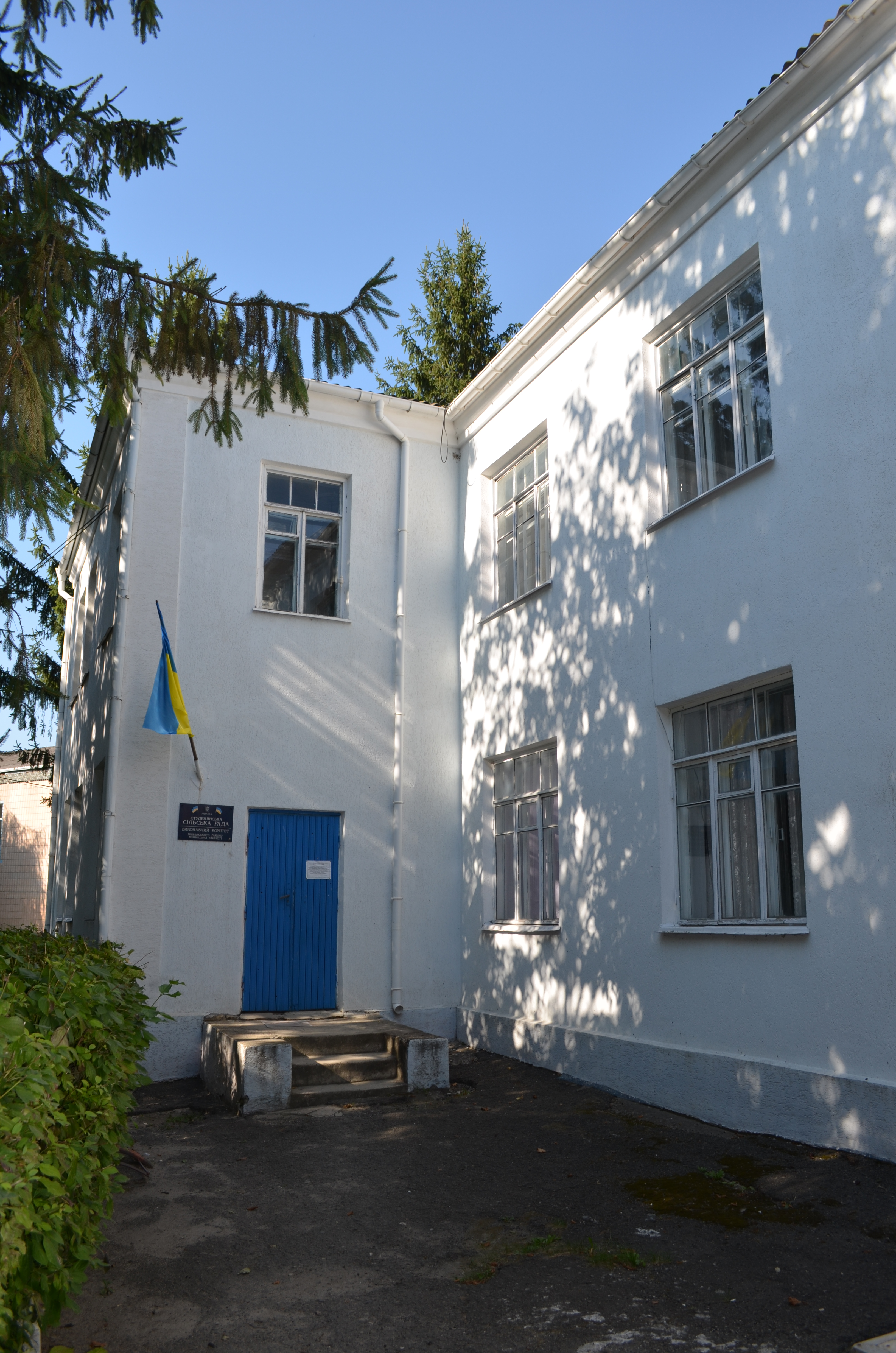
Сільська рада
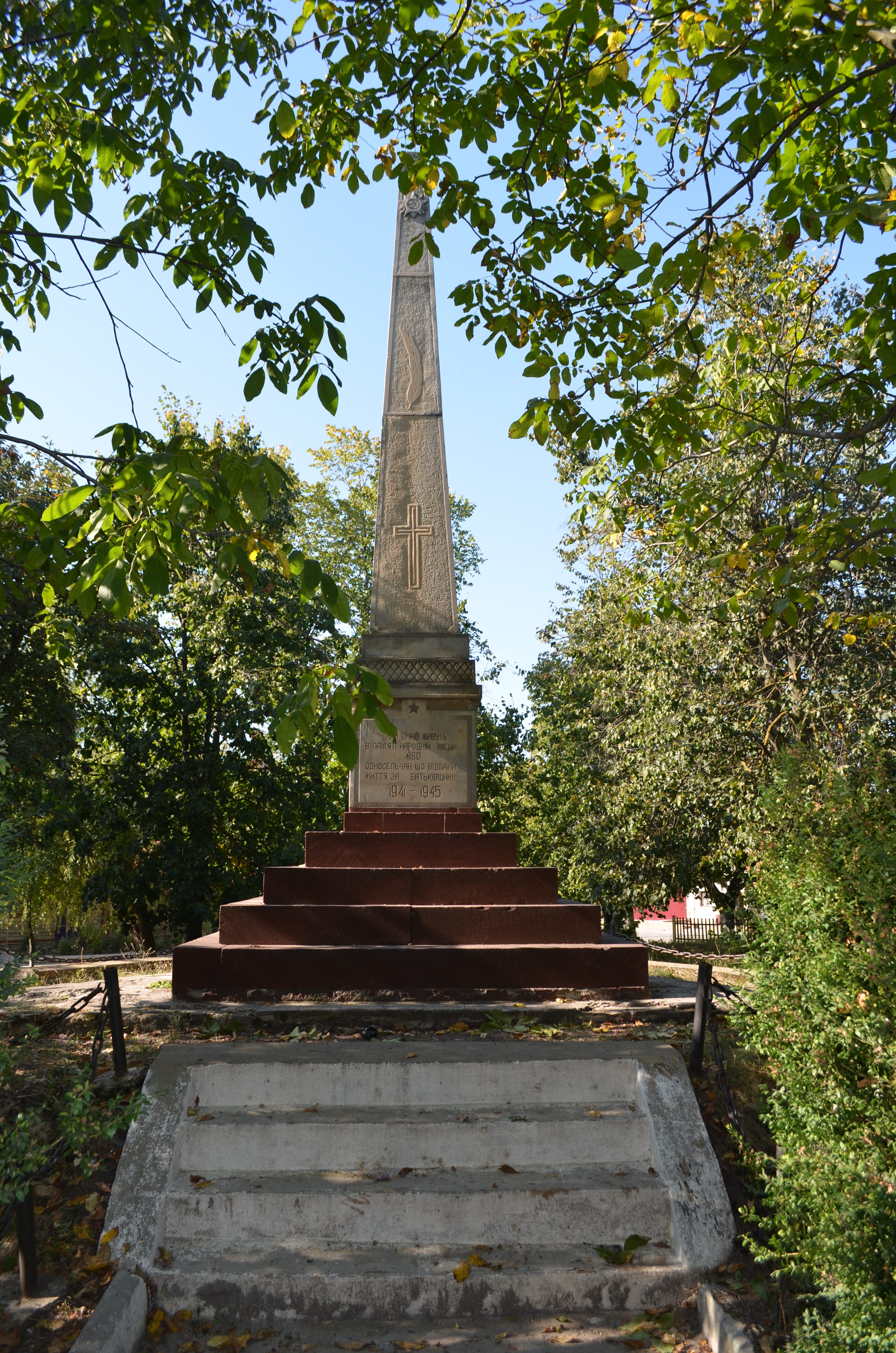
Пам'ятник воїнам-односельцям
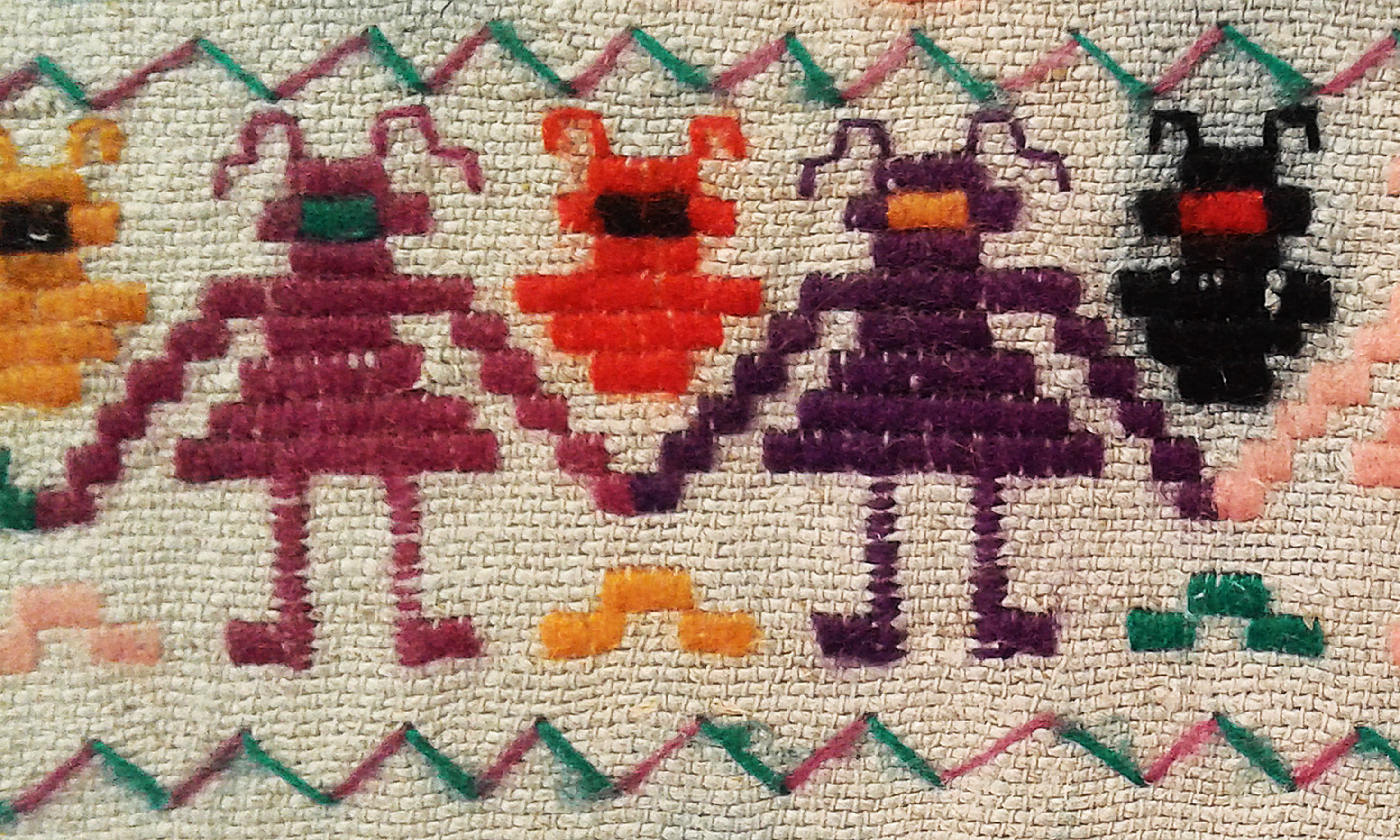
Вишитий рушник із с.Студена (фрагмент). Музей Гончара
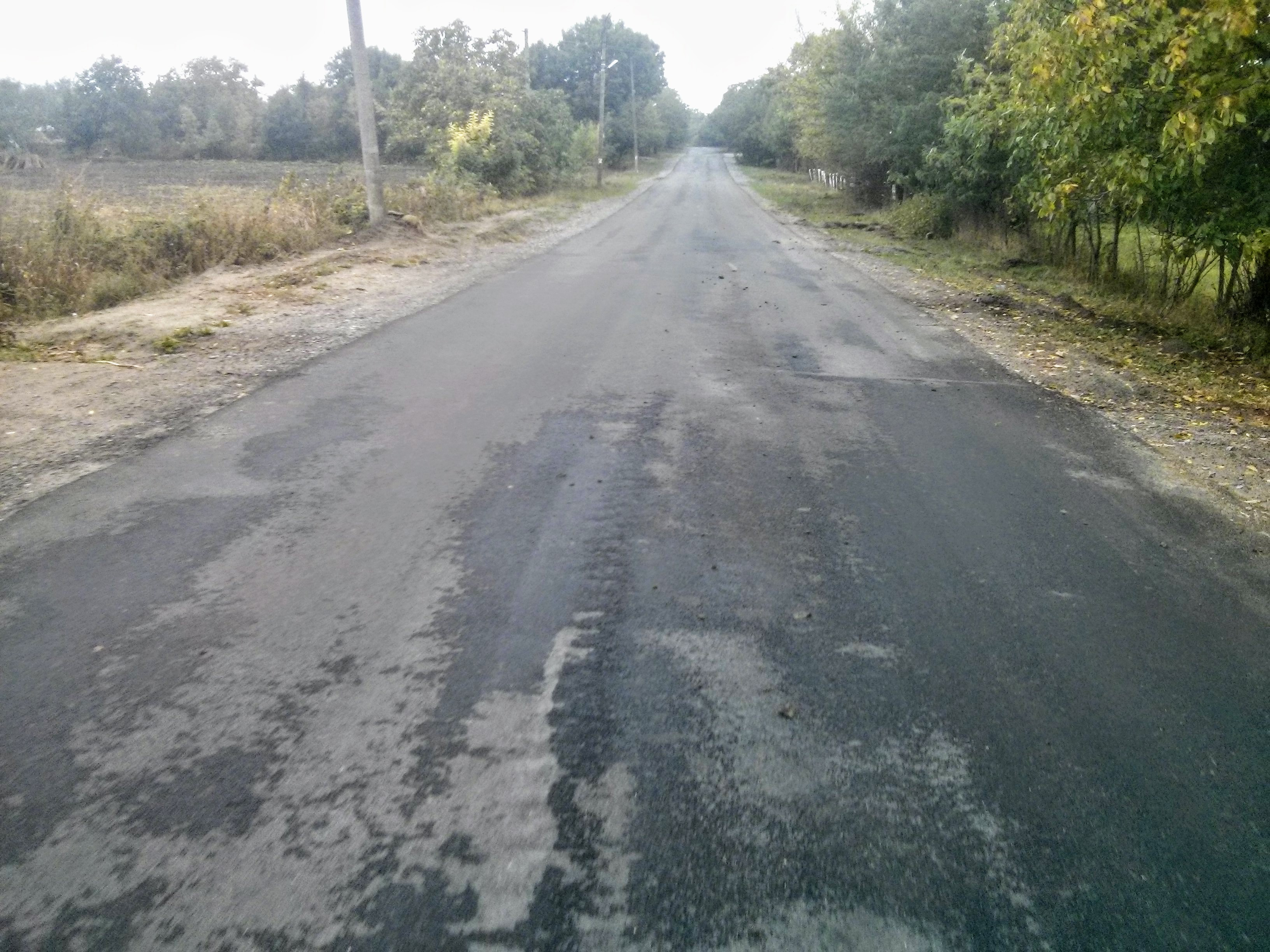
Оновлена автодорога Т0233. Вересень 2017 року
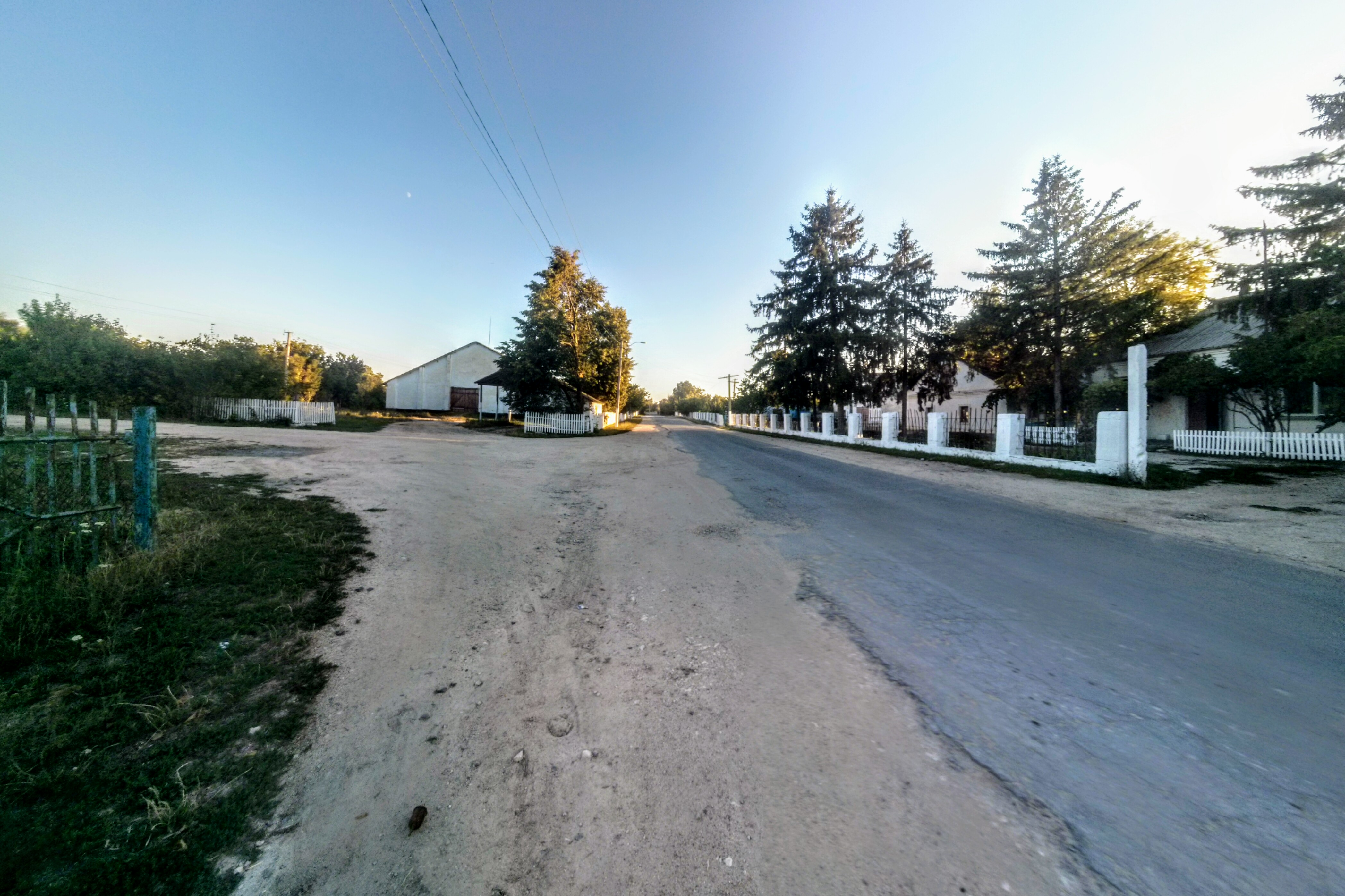
Сільська вулиця. Панорама